# Donja Gradina
Donja Gradina (en serbio: Доња Градина) es una localidad de la municipalidad de Kozarska Dubica, Republika Srpska, Bosnia y Herzegovina.
Se encuentra ubicada en la inmediatez de la desembocadura del río Una sobre el río Sava. El paso internacional a Jasenovac (Croacia) se encuentra en la localidad. 

## Hechos históricos

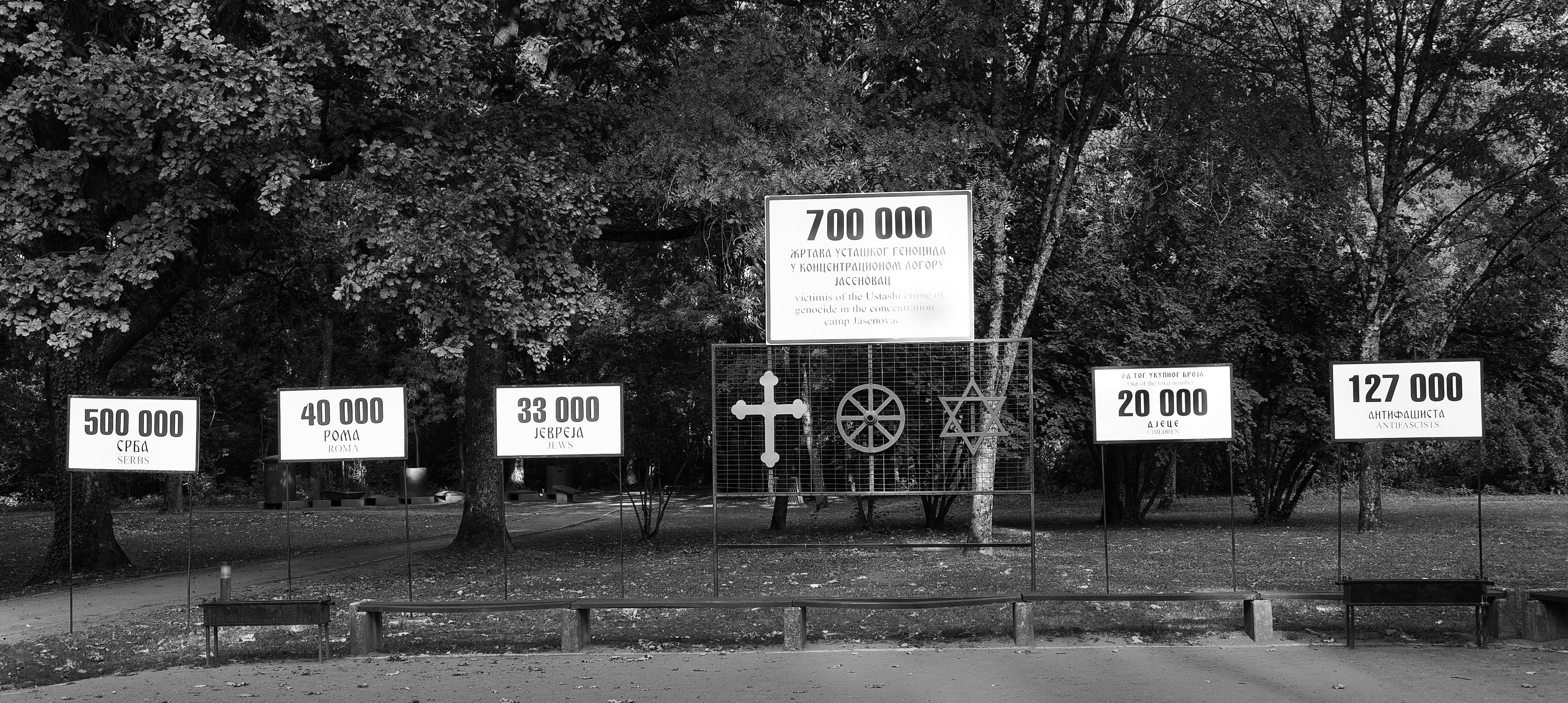
Monumento a los muertos en el campo de Gradina por los Ustaša croatas

### Campo de Concentración de Donja Gradina
Durante la vigencia del Estado Independiente de Croacia, operó un sistema de campos de concentración en Jasenovac y alrededores que incluía a varios subcampos: Bročice; Ciglana (Jasenovac III); Kožara (Jasenovac IV); Stara Gradiška (Jasenovac V). Otras instalaciones temporarias también fueron construidas en el área. 
Estos campos se utilizaron para aislar y asesinar a judíos, serbios, gitanos y otras minorías no católicas, así como a opositores políticos y religiosos croatas. Los campos estaban vigilados por la policía política croata y el personal de la milicia Ustaša.
El mayor número de detenidos del Campo de Concentración de Jasenovac fueron asesinados en la aldea de Donja Gradina, frente al Campamento III - Ciglana en la margen derecha del río Sava.
El lugar era un pantano, ligeramente cubierto de árboles y arbustos. Estaba completamente aislado. Su población fue expulsada o asesinada. Estaba rodeado de ríos: el Una en el oeste y el Sava en el norte y el este. En el sur, en dirección al cerro Prosara, había búnkeres y trincheras con fuertes fuerzas Ustaša. Tal ubicación lo predestinaron para ser el lugar de ejecución de Jasenovac.
Una plataforma en el río Sava sirvió como una conexión permanente entre el Campo III - Ciglana y Donja Gradina.
La primera liquidación masiva en Donja Gradina fue cometida en enero de 1942. Los muertos fueron residentes de la aldea serbia de Jablanac (abandonada luego de la inundación de 1964). Desde entonces hasta el último día del campo de concentración, se llevaron a cabo ejecuciones masivas en la aldea.
En abril de 1945, cuando ya se conocía el resultado de la guerra, los Ustaša comenzaron a cubrir las huellas de los crímenes que cometieron en Jasenovac y Donja Gradina. En poco tiempo tuvieron que buscar las fosas comunes, sacar los cadáveres y quemarlos.
Un sitio conmemorativo en la pequeño aldea de Donja Gradina, en la orilla derecha del río Sava, conmemora los asesinatos en masa de prisioneros del campo de concentración de Jasenovac.

### Guerras Yugoslavas
El 19 de septiembre de 1995, durante la Operación Una, el ejército croata atacó a Donja Gradina para ocupar áreas pobladas por serbios a lo largo de su frontera. Sin embargo, este ataque fue defendido por el Ejército de la República Srpska.

## Población
| Composición de la Población - Localidad de Donja Gradina | Composición de la Población - Localidad de Donja Gradina | Composición de la Población - Localidad de Donja Gradina | Composición de la Población - Localidad de Donja Gradina | Composición de la Población - Localidad de Donja Gradina | Composición de la Población - Localidad de Donja Gradina |
| -------------------------------------------------------- | -------------------------------------------------------- | -------------------------------------------------------- | -------------------------------------------------------- | -------------------------------------------------------- | -------------------------------------------------------- |
|                                                          | 2013                                                     | 1991                                                     | 1981                                                     | 1971                                                     | 1961                                                     |
| Total                                                    | 164                                                      | 289 (100,0%)                                             | 304 (100,0%)                                             | 329 (100,0%)                                             | 336 (100,0%)                                             |
| Varones                                                  | 86                                                       | -                                                        | -                                                        | -                                                        | -                                                        |
| Mujeres                                                  | 78                                                       | -                                                        | -                                                        | -                                                        | -                                                        |
| Serbios                                                  | 161                                                      | 273 (94,46%)                                             | 262 (86,18%)                                             | 309 (93,92%)                                             | 334 (99,40%)                                             |
| Croatas                                                  | 3                                                        | 6 (2,08%)                                                | 2 (0,66%)                                                | –                                                        | 1 (0,3%)                                                 |
| Bosniacos                                                | -                                                        | -                                                        | -                                                        | 1 (0,304%)                                               | -                                                        |
| Eslovenos                                                | -                                                        | -                                                        | -                                                        | -                                                        | -                                                        |
| Musulmanes                                               | -                                                        | -                                                        | -                                                        | -                                                        | -                                                        |
| Montenegrinos                                            | -                                                        | -                                                        | -                                                        | -                                                        | -                                                        |
| Macedonios                                               | -                                                        | -                                                        | -                                                        | -                                                        | -                                                        |
| Yugoslavos                                               | -                                                        | 4 (1,38%)                                                | 39 (12,83%)                                              | 18 (5,47%)                                               |                                                          |
| Albaneses                                                | -                                                        | -                                                        | -                                                        | -                                                        | -                                                        |
| Ukranianos                                               | -                                                        | -                                                        | -                                                        | -                                                        | -                                                        |
| Otros                                                    | -                                                        | 6 (2,08%)                                                | 1 (0,33%)                                                | 1 (0,3%)                                                 | 1 (0,3%)                                                 |
| Sin declarar                                             | -                                                        | -                                                        | -                                                        | -                                                        | -                                                        |
| Desconocidos                                             | -                                                        | -                                                        | -                                                        | -                                                        | -                                                        |